# Javier Filardi
Javier Filardi (ur. 7 lutego 1980 w Córdoba) – argentyński siatkarz grający na pozycji przyjmującego, reprezentant Argentyny. Od sezonu 2019/2020 występuje w drużynie Gigantes del Sur.

## Sukcesy klubowe
Mistrzostwo Argentyny:
- 2014, 2015, 2016
- 2011, 2017

Puchar Master:
- 2013, 2014, 2016, 2017, 2018

Puchar Argentyny:
- 2014, 2016

Klubowe Mistrzostwa Ameryki Południowej:
- 2015
- 2014
- 2016, 2017

Klubowe Mistrzostwa Świata:
- 2014, 2015

## Sukcesy reprezentacyjne
Mistrzostwa Ameryki Południowej:
- 2009

Puchar Panamerykański:
- 2010
- 2014

Igrzyska Panamerykańskie:
- 2015